# Кокозівка
Коко́зівка — село в Україні, у Диканській селищній громаді Полтавського району Полтавської області. Населення становить 1 осіб. До 2020 орган місцевого самоврядування — Дібрівська сільська рада.

## Географія
Село Кокозівка розміщене на правому березі річки Середня Говтва, на протилежному березі — село Діброва. На річці велика загата.

## Історія
За даними на 1859 рік у козачому селі Полтавського повіту Полтавської губернії, мешкало 309 осіб (150 чоловічої статі та 159 — жіночої), налічувалось 65 дворових господарства, існувала православна церква, відбувалось 3 ярмарки на рік.
Станом на 1885 рік у колишньому власницькому селі Баляснівської волості мешкало 863 особи, налічувалось 130 дворових господарств, існували 19 млинів.
12 червня 2020 року, відповідно до розпорядження Кабінету Міністрів України № 721-р «Про визначення адміністративних центрів та затвердження територій територіальних громад Полтавської області», село увійшло до складу Диканської селищної громади.
19 липня 2020 року, в результаті адміністративно - територіальної реформи та ліквідації Диканського району, село увійшло до складу новоутвореного Полтавського району.